# Delta Volantis
Delta Volantis (δ Vol / HD 57623 / HR 2803) es, con magnitud aparente +3,98, la cuarta estrella más brillante de la constelación de Volans —el pez volador— después de β Volantis, γ Volantis y ζ Volantis.
Se encuentra a 738 años luz del sistema solar.
Delta Volantis es una gigante luminosa de tipo espectral F6 II con una temperatura superficial aproximada de 6000 K.
Brilla con una luminosidad igual a la de 2900 soles y, al igual que otras estrellas de su temperatura, presenta cierta actividad magnética.
Tiene un radio 50 veces más grande que el radio solar y su velocidad de rotación proyectada —límite inferior del valor real— es de 12 km/s, dando lugar a un período de rotación de hasta 200 días —siendo esta cifra un límite superior—.
En el diagrama de Hertzsprung-Russell se halla situada entre Mirfak (α Persei) y Polaris (α Ursae Minoris), cerca de la región de las cefeidas, aunque ella no muestra las pulsaciones características de estas variables. 
Con una edad de 50 millones de años, tiene una masa aproximada de 6 - 6,5 masas solares. Aunque es difícil concretar su actual estado evolutivo, lo que se puede asegurar es que acabará su vida como una masiva enana blanca de ~ 1 masa solar.